# Johnnie Walker
«Johnnie Walker» — марка шотландського віскі, одна з найвідоміших у світі. Щороку виробляється понад 130 мільйонів пляшок. Під цією маркою випускається як дешеве невитримане віскі, так і різноманітні типи витриманого дорогого віскі.
Бренд є власністю міжнародної компанії Diageo.

## Різновиди
У Шотландії існує поділ на регіони виробництва. Основних регіонів п'ять: Високогір'я (Highlands), Спейсайд (Speyside), Рівнина (Lowlands), острів Айла (Islay), Кемпбелтаун (Campbeltown). У різних регіонах виробляють різне віскі.

### Johnnie Walker Red Label
Починається лінійки JW з Red Label. Це стандартний купаж. До його складу входить близько 35 сортів витримкою 3-5 років. Основа купажу — віскі Cardhu з медовим смаком. Також у Red Label входять димно-торф'яні сорти з островів.
Доволі різкий і злегка агресивний, завдяки своїй молодості. Тому Red Label, як і будь-який стандартний купаж, не п'ють у чистому вигляді: або з великою кількістю льоду, або змішуючи з колою, содовою, яблучним або вишневим соком, імбирним елем.

### Johnnie Walker Green Label
Green Label — це blended malt whisky, тобто суміш тільки солодових віскі 15-річного віку. Зернове віскі в цьому купажі відсутнє. Досить рідкісний різновид купажу. У складі Green Label лише чотири сорти: це острівні Talisker і Caol Ila, а також Linkwood і Cragganmore із Спейсайд.

### Johnnie Walker Blue Label
Суміш 16 рідкісних сортів. Деяким з них 50 років, виробництво деяких із них давно вже припинене. До складу входить Auchterool 1923 року — продукт зниклої віскокурні з Рівнини. Середній вік спиртів 25 років. З тисячі бочок на Blue Label йде в середньому одна. Віскі в кожній бочці неповторне. Щоб не пропустити унікальність і не стримувати себе формальним віком на Blue Label вік не вказується зовсім. Виходить у чомусь коньячний підхід до мистецтва купажу: старі сорти (50 років) змішуються з більш молодими.
Основа купажу — Royal Lochnagar з Високогір'я, який надає соковитий квітково-фруктового смаку, а Caol Ila з Айли — димно-торф'яні й морські тони.

### Johnnie Walker Black Label
Johnnie Walker Black Label — купаж класу «де люкс». У нього входить близько сорока сортів витримкою не менше 12 років. 35 сортів з 40 — солодові віскі. Головна перевага Johnnie Walker Black Label — складність смаку.
В Black Label входять віскі практично з усіх регіонів виробництва, завдяки чому й народжується складний смак.
Кожен з 40 сортів по-своєму впливає на неповторність купажу. Але при цьому є 4 основні аромати.
Унікальне віскі з Спейсайд — Cardhu (кард), яке складно купити в чистому вигляді, бо переважна більшість цього віскі йде на купажі компанії. Cardhu — основа купажу Johnnie Walker Black Label, воно надає букету медових ноток, шовковистість і ніжність. Інші сорти з Спейсада і Високогір'я надають яблучні і злегка цитрусові тони.
На контрасті зі свіжими квітково-фруктовими тонами Спейсайд у купаж входять сорти з островів Шотландії — Caol Ila (Кул Айла) і Lagavulin (Лагавулін). Завдяки їм у купажі з'являються димно-торф'яні і морські тони, що нагадують запах багаття або дим хорошої сигари.
Завдяки сортам, витриманим у бочках з-під хересу, у купажі з'являються пряні тони сухофруктів, родзинок і трохи в'яленого чорносливу, злегка винний, хересовий смак.
Вершкові, ванільні тони, що нагадують морозиво або лікер «Baileys». З'являються завдяки бочкам з-під бурбона і зерновим сортам віскі, які мають більш солодкі тони.

### Johnnie Walker Gold Label
Купаж становлять близько 15 рідкісних сортів віскі витримкою не менше 18 років. Найм'якіше та найніжніше з усіх Walkers. Роль острівних віскі зведена до мінімуму. Основа купажу — віскі Clynelish (Клайнліш) зі Східного узбережжя Північного Високогір'я. Має горіхові, ванільні, морські тони. Перед подачею поміщається в морозильну камеру на 24 години.

### Johnnie Walker Gold Label Reserve
«Gold Label» Reserve від легендарного бренду «Джонні Вокер» — рідкісне шотландське елітне віскі, яке складається з купажу 15 найвідоміших солодових і зернових спиртів, витриманих протягом 18 років у спеціально відібраних дубових бочках. Назва лінійки — «Голд Лейбл» — обрано не випадково. Один зі спиртів у складі віскі («Клінеліш») створюється на основі води з джерела Клайнмілтон, у якому у 18-19 століттях промивали золото. Нещодавно проведений хімічний аналіз цієї води засвідчив, що сліди Аурума є там і донині.
Нюанси аромату і смаку «Gold Label» Reserve найкраще відчуваються після заморозки напою протягом доби.
Віскі золотого кольору з бурштиновим відтінком.

## Галерея

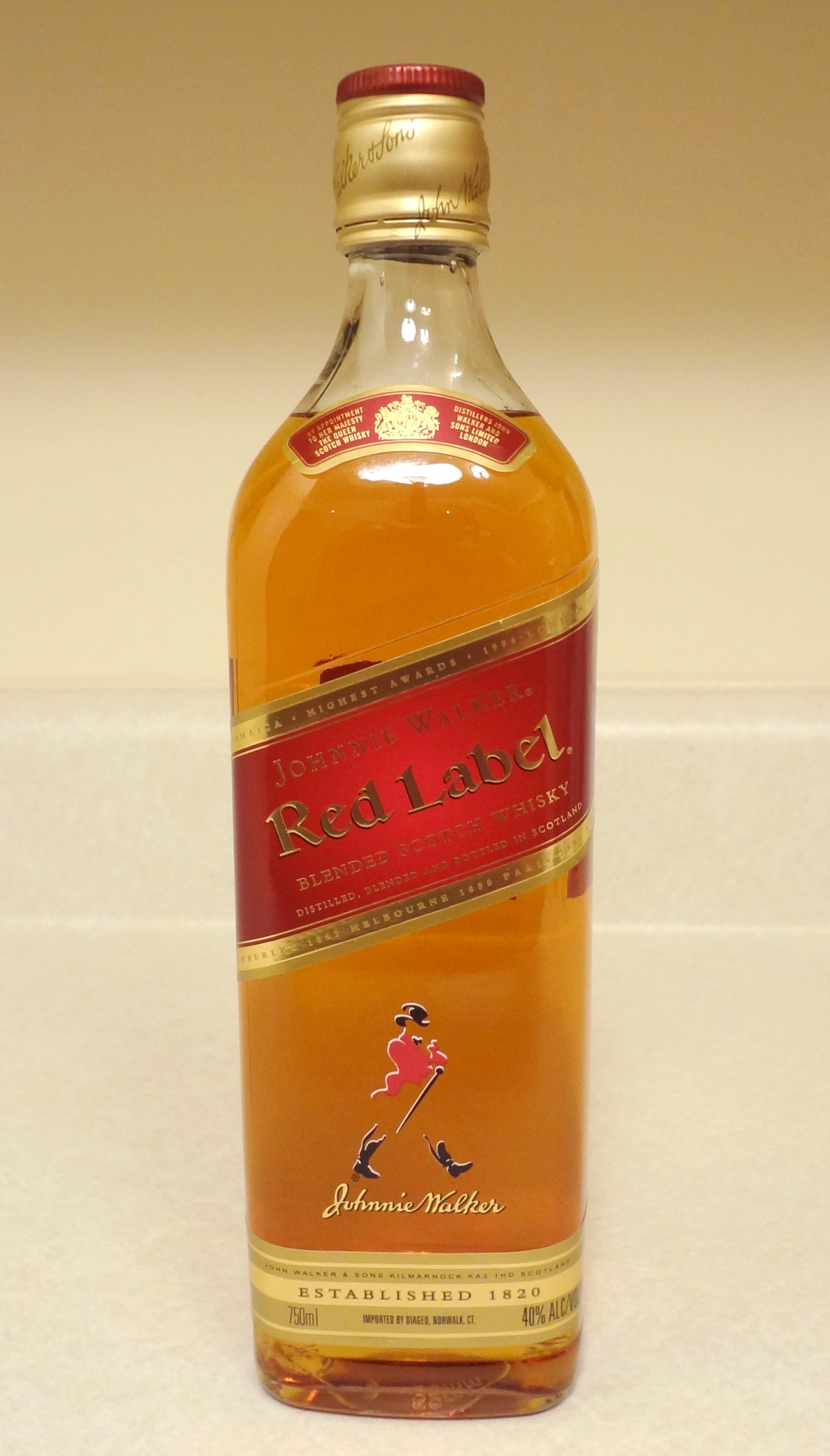
Johnnie Walker Red Label
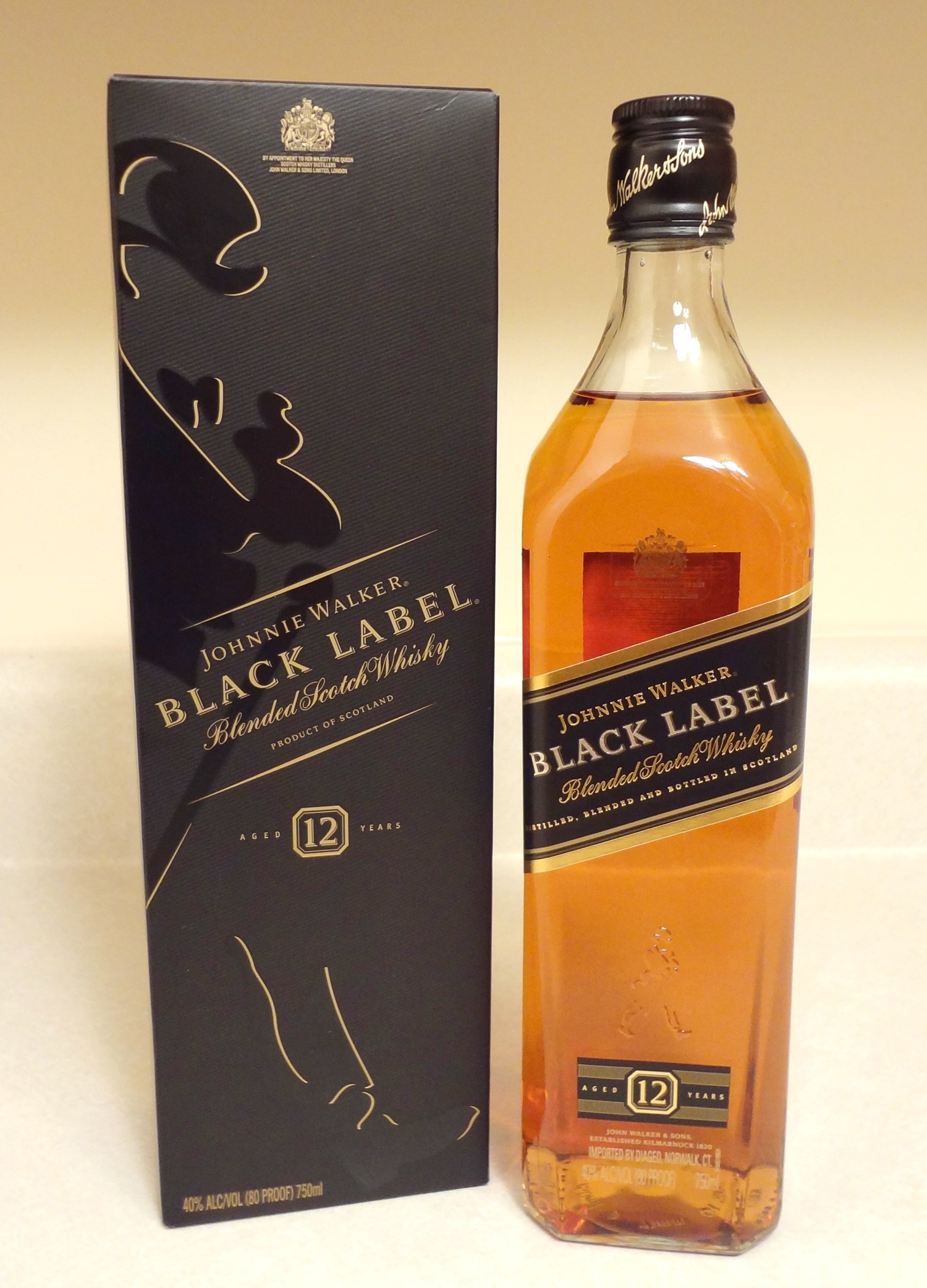
Johnnie Walker Black Label
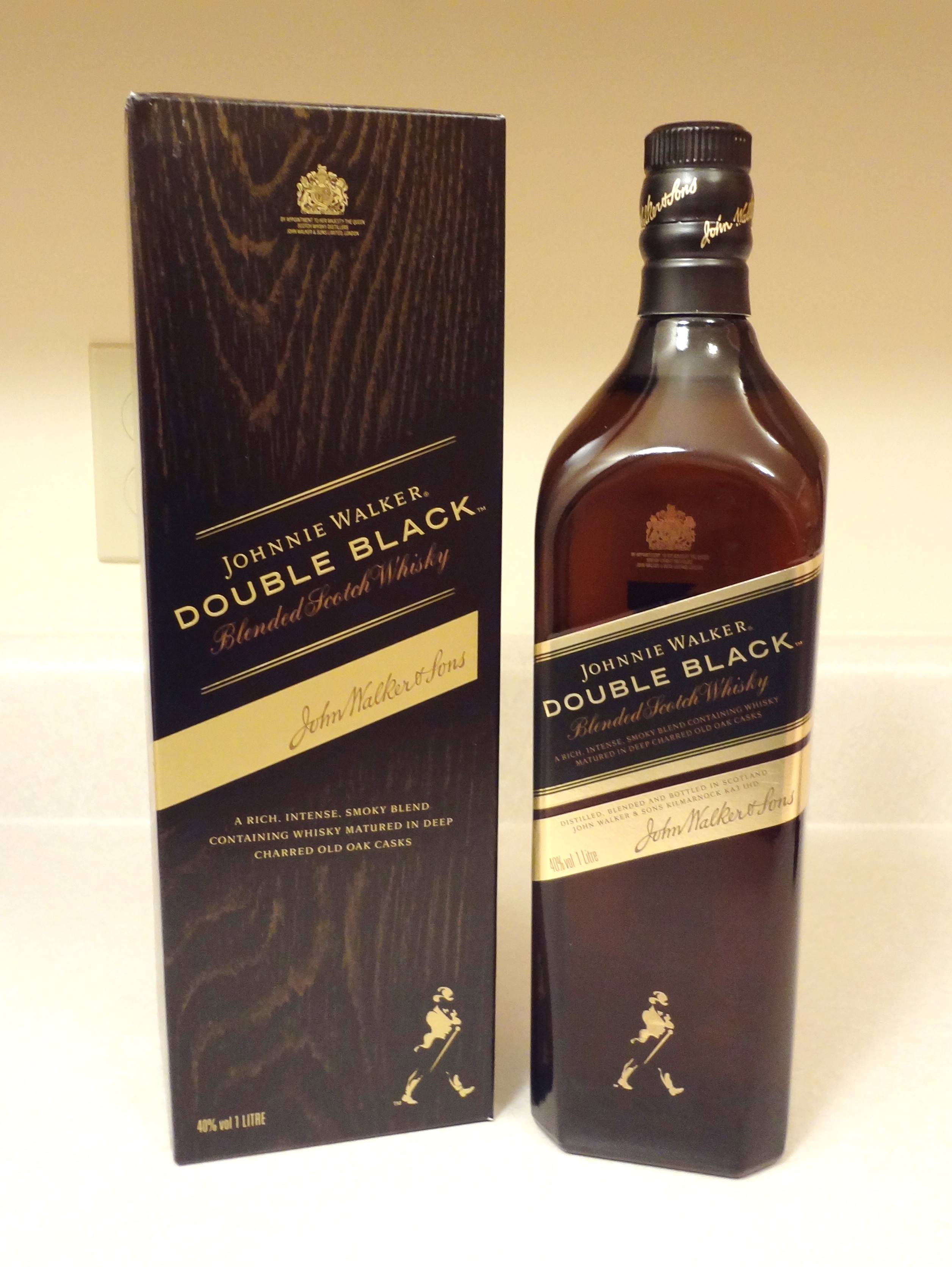
Johnnie Walker Double Black
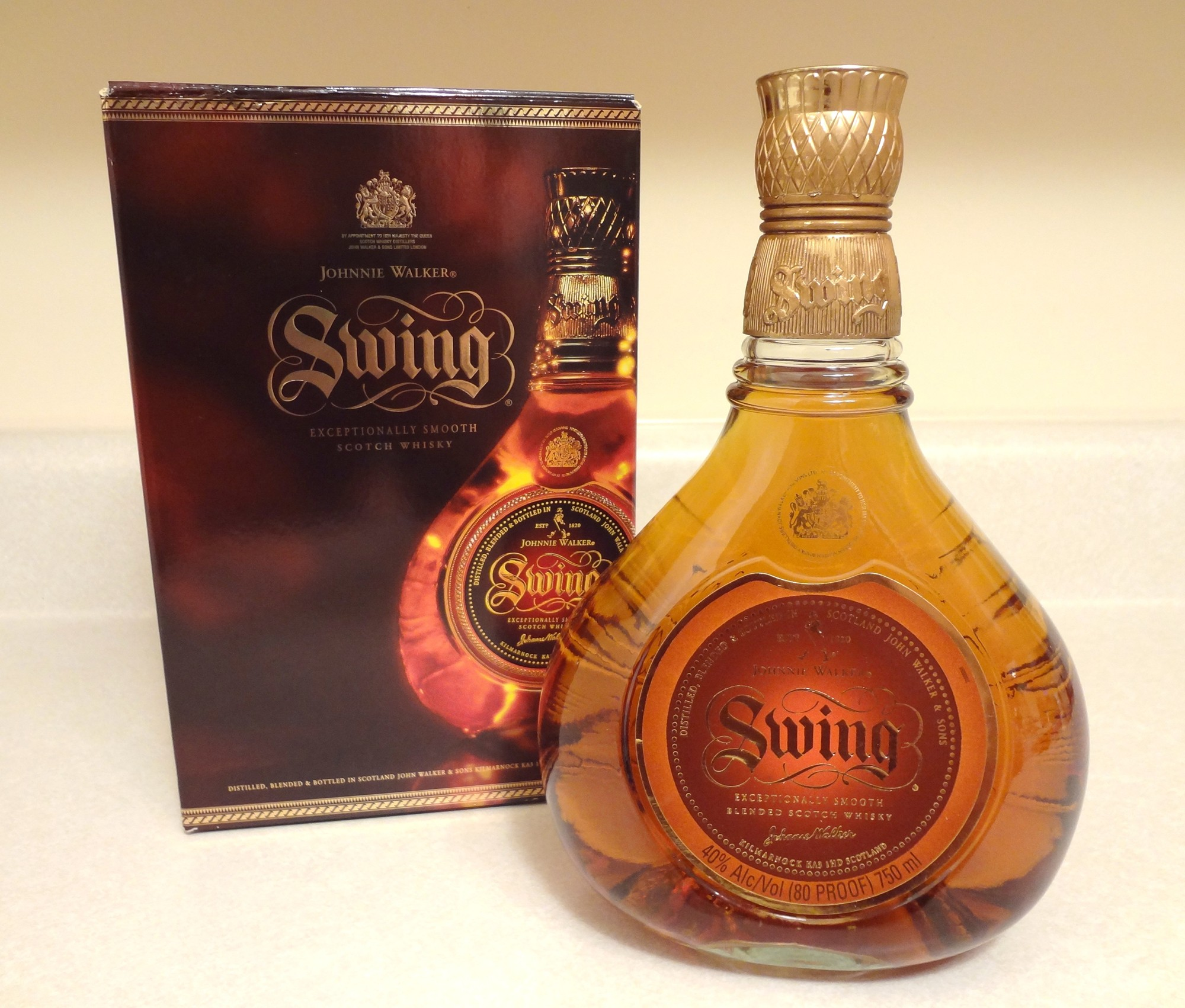
Johnnie Walker Swing
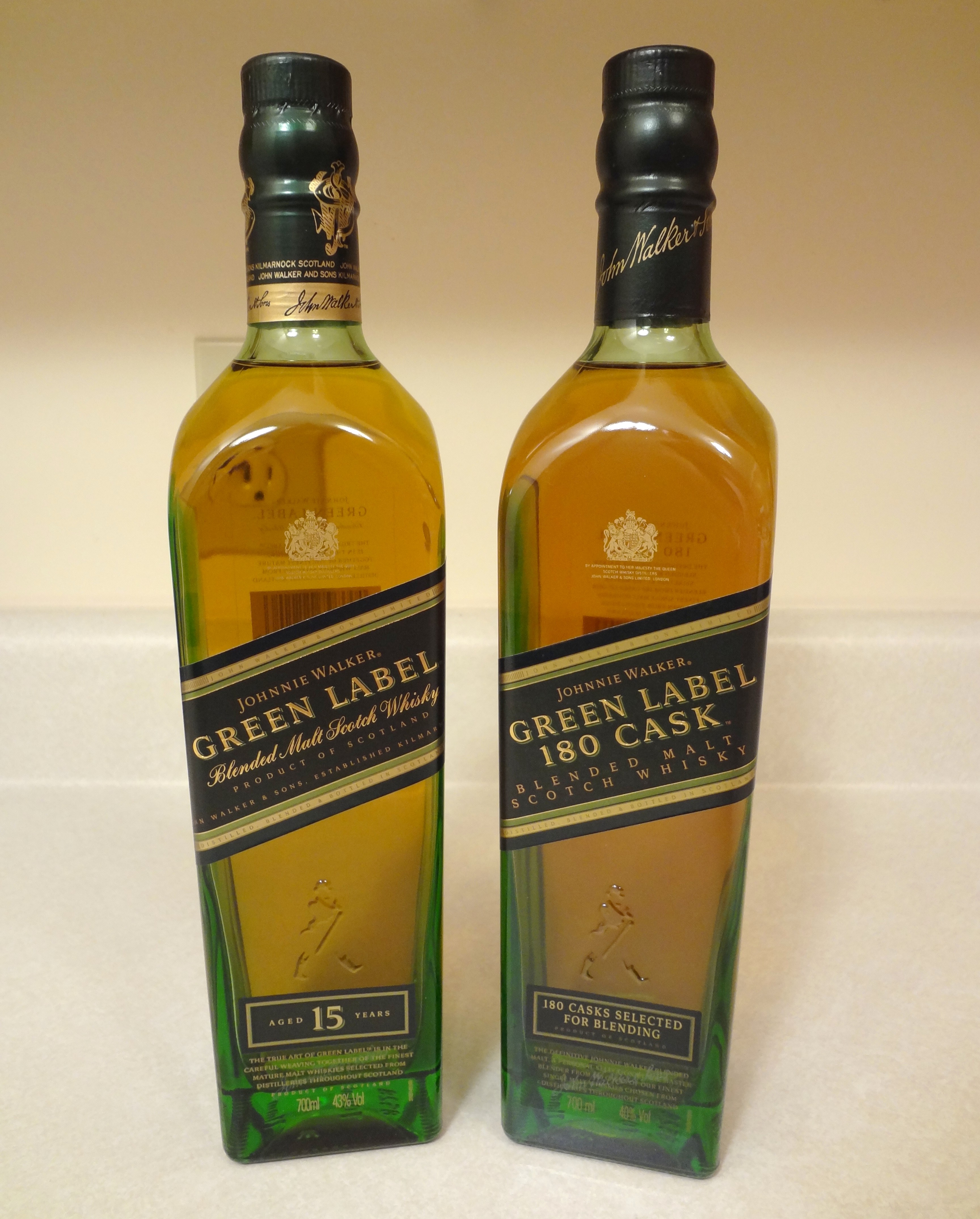
Johnnie Walker Green Label & Green Label 180 Cask
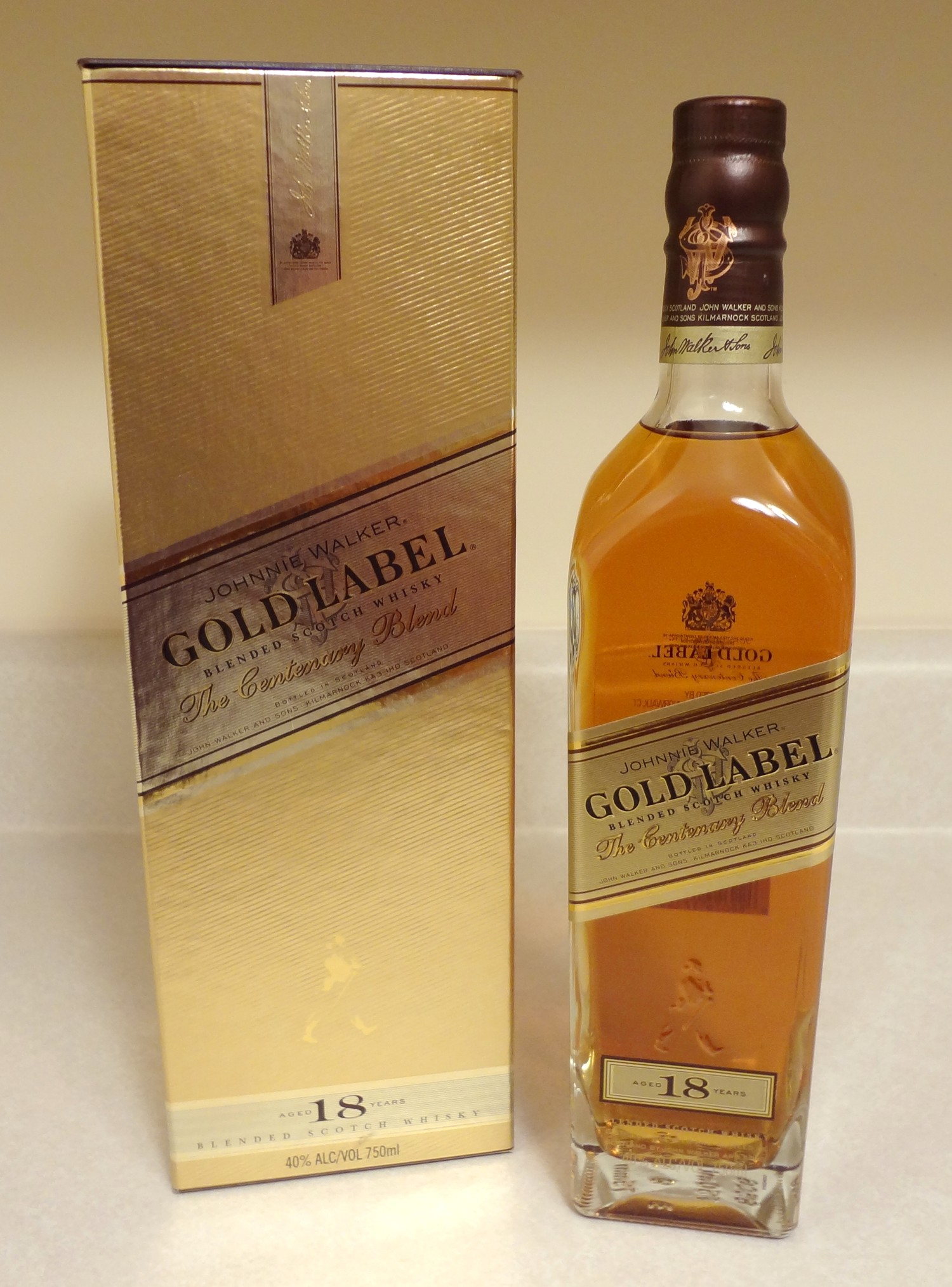
Johnnie Walker Gold Label
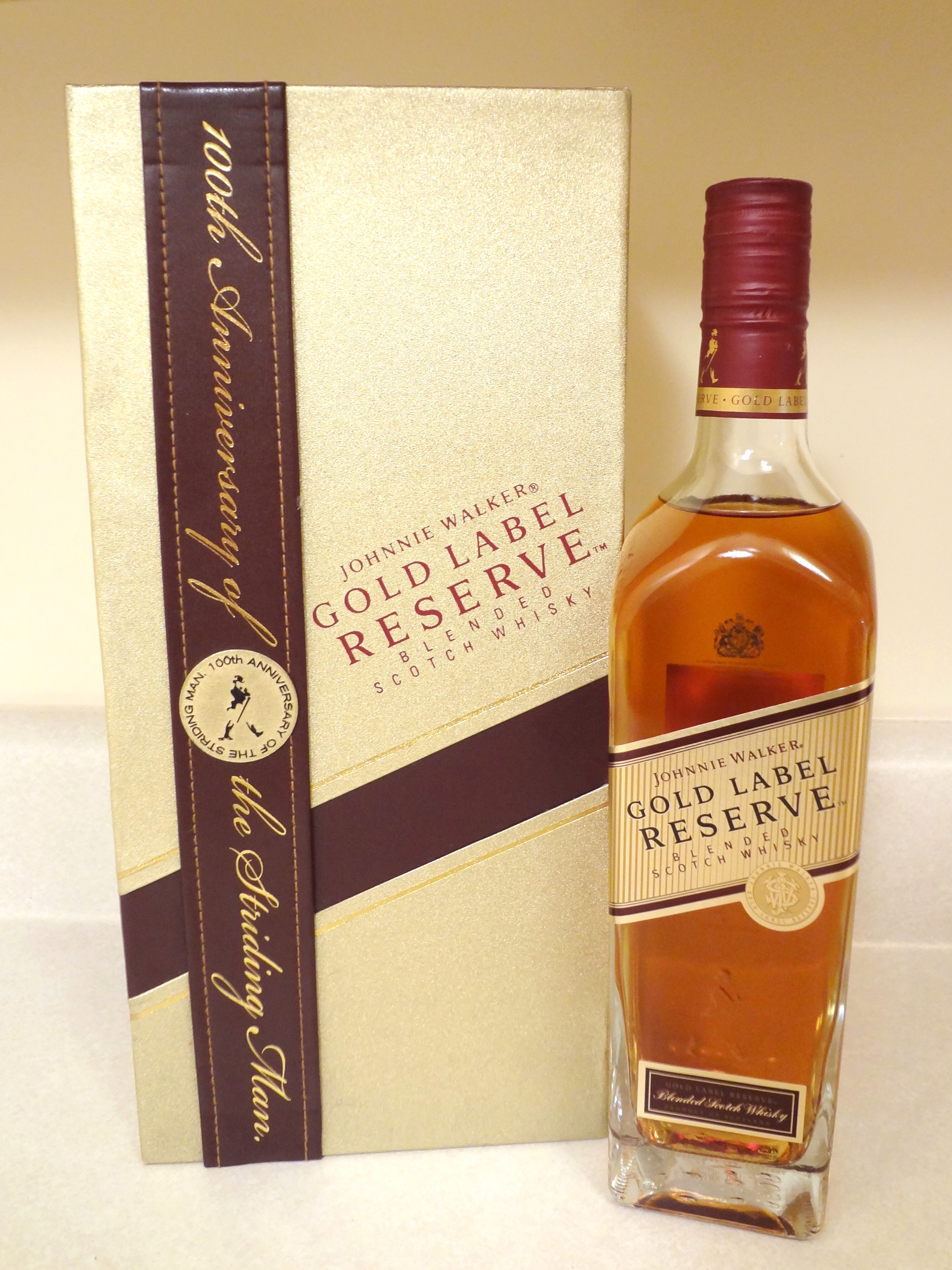
Johnnie Walker Gold Label Reserve
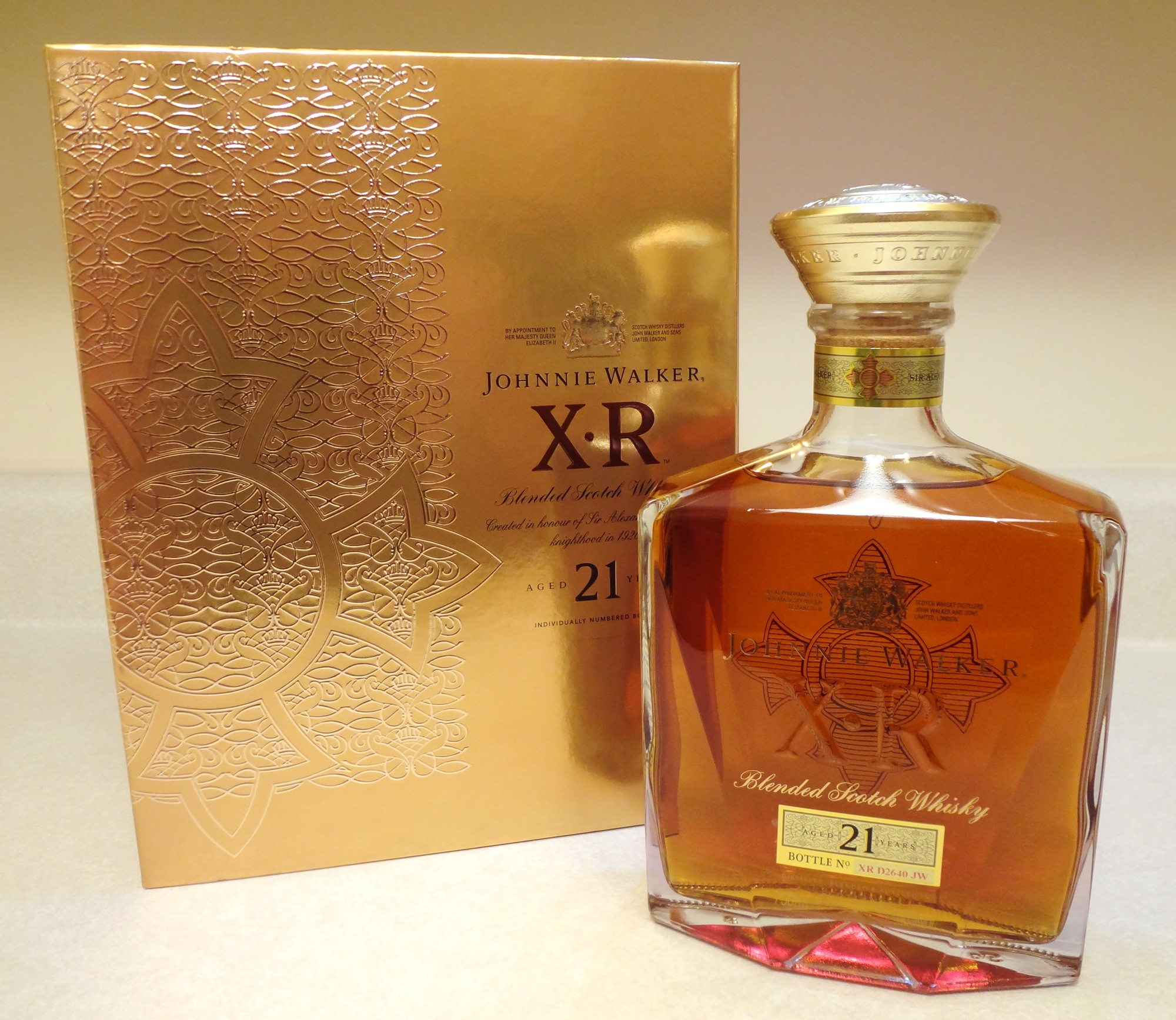
Johnnie Walker XR 21
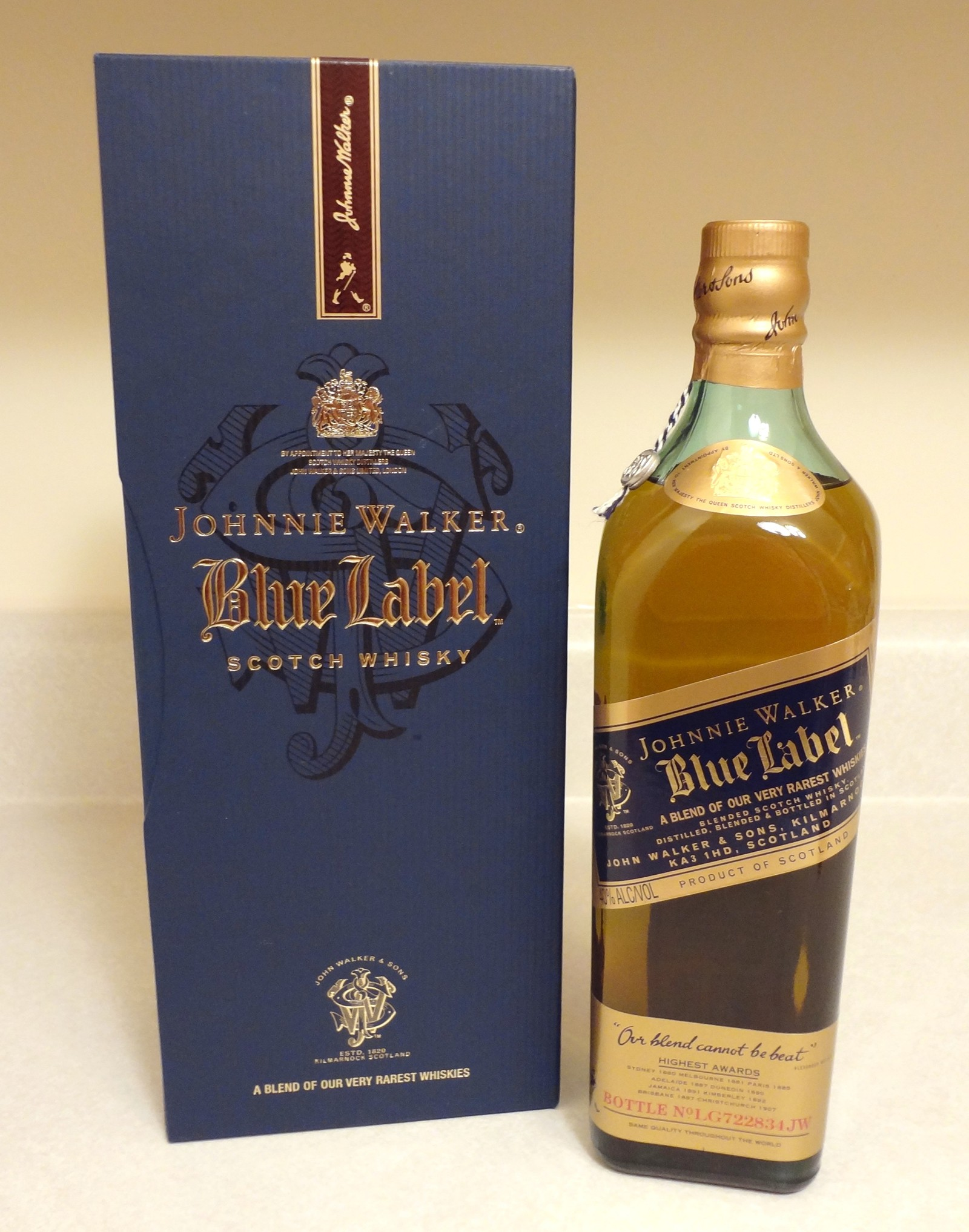
Johnnie Walker Blue Label
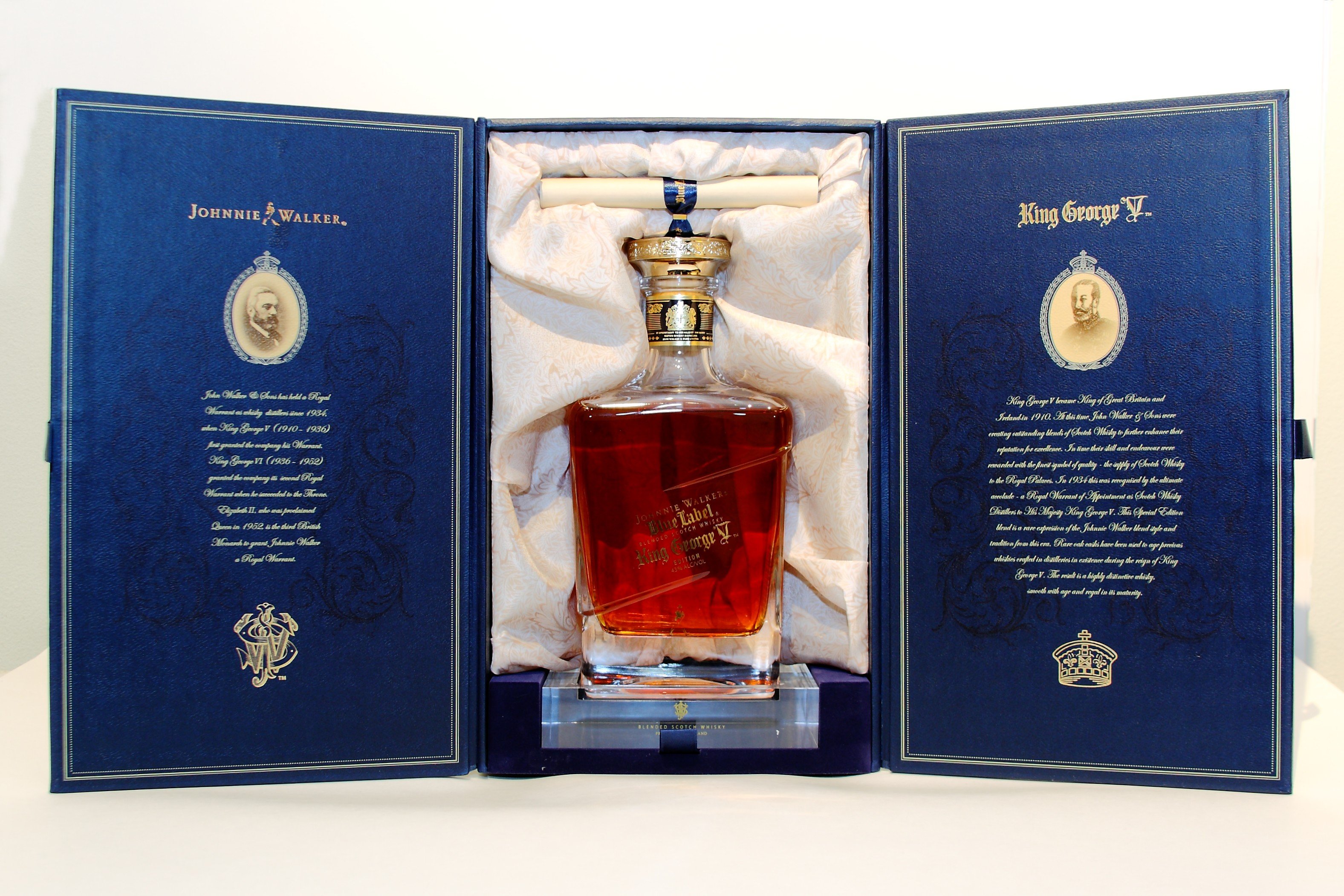
Blue Label King George V Edition

## Цікаві факти
- Близько 130 мільйонів пляшок продаються щороку[1], і кожні чотири секунди відкривається пляшка Johnnie Walker Red Label.
- Дві спеціальних ювілейні суміші в 1805 році були створені для святкування двохсотріччя з дня народження Джона Уокера. Є тільки 200 пляшок з унікальною сумішшю. За оцінками експертів, вартість одного більш ніж 10 000 фунтів. У цей час найбільш успішним і водночас найдешевшим віскі у світі є Johnny Walker Red.
- У період з 1909 до 1911 року Walker пропонував версію White Label. Воно було вилучено з продажу, оскільки не мало великого попиту.